# Кёйперс, Йоп
Ян Мелле (Йоп) Кёйперс (нидерл. Jan Melle "Joop" Kuipers; 10 апреля 1909, Ассен — 7 октября 2001, Амстердам) — нидерландский футболист, игравший на позиции нападающего, выступал за амстердамский «Аякс».

## Биография
Родился в апреле 1909 года в Ассене. Отец — Тьяпко Кёйперс, был родом из Клостербюрена, мать — Берендина Мейер, родилась в Харлингене. Родители поженились в августе 1906 года в Ассене — на момент женитьбы отец был плотником. В 1913 году семья переехала в Амстердам. Всего в семье было четверо дочерей и два сына. 
В июле 1929 года был принят в футбольный клуб «Аякс». На тот момент он проживал в южной части города по адресу Схинкелкаде 51. В сезоне 1929/30 выступал в основном за второй и третий состав «Аякса». В первой команде дебютировал 5 января 1930 года в матче чемпионата Нидерландов против ВСВ, заменив в стартовом составе Кора Юррианса. На выезде «красно-белые» уступили с минимальным счётом — 1:0. В марте того же года подал запрос на переход в клуб «Блау-Вит», но в ноябре он был отклонён. 
В сезоне 1930/31 в составе третьей команды «Аякса» выиграл чемпионат страны среди резервных команд. Кёйперс в том сезоне играл на позиции правого крайнего нападающего, а его партнёрами по команде были Андрис Хейнс, Хенк Бломвлит, Герард Дон, Ян Схюберт. В августе 1932 года вновь запросил перевод в «Блау-Вит» и уже в сентябре был заявлен за вторую команду «Блау-Вита».
Женился в возрасте двадцати семи лет — его супругой стала 25-летняя Йоханна Антония Прантл, уроженка Амстердама. Их брак был зарегистрирован 21 октября 1936 года в Амстердаме. Детей в браке не было.
Умер 7 октября 2001 года в Амстердаме в возрасте 92 лет. Похоронен рядом с супругой на кладбище Де Ньиве Остер в Амстердаме.